# Dypsis dransfieldii
Dypsis dransfieldii är en enhjärtbladig växtart som beskrevs av Henk Jaap Beentje. Dypsis dransfieldii ingår i släktet Dypsis och familjen Arecaceae. IUCN kategoriserar arten globalt som nära hotad. Inga underarter finns listade i Catalogue of Life.